# Педиатрия

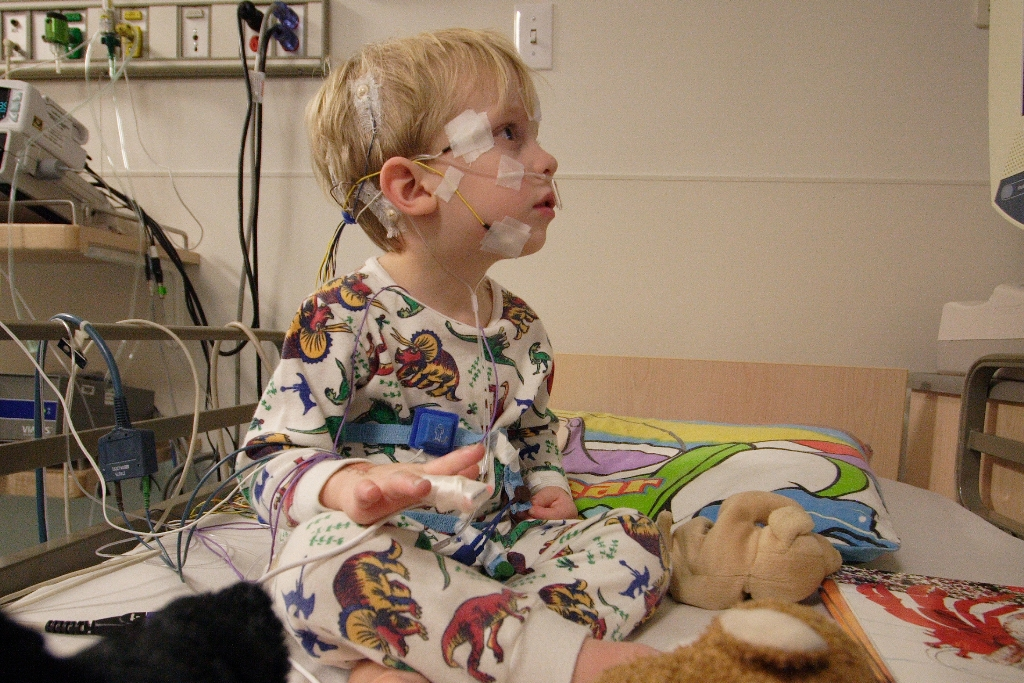
Пациент педиатрического отделения

Педиатри́я (греч. παιδός «дети» + ἰατρεία «лечение») — это наука по изучению особенностей отравлений и болезней детского организма, а также о методах лечения и сохранения детского здоровья.
Основной задачей педиатрии является сохранение или возвращение (при болезни) состояния здоровья ребёнку, позволяющее ему максимально полно реализовать свой врождённый потенциал жизни.

## Направления в педиатрии
Условно в единой практической науке педиатрии выделяют: профилактическую, клиническую, научную, социальную, экологическую педиатрию.
- Профилактическая педиатрия — система мероприятий, способствующих предупреждению заболеваний и инвалидизации (профилактические прививки, асептики, профилактика рахита, скрининг-программы на выявление наследственных заболеваний, плановые диспансеризации и др.)
- Клиническая педиатрия имеет основной задачей диагностику, лечение и этапную реабилитацию заболевшего ребёнка.
- Научная педиатрия имеет задачей формулировку парадигм, которыми руководствуется на современном этапе педиатр в своей практической работе. Парадигма — дисциплинарная матрица, совокупность признанных всеми научных достижений, которые в течение определённого времени дают научному сообществу модель постановки проблем и их решения (Томас Кун).
- Социальная педиатрия рассматривает два круга проблем: 1) оптимальная организация управления здравоохранением, в том числе экономики и планирования; 2) влияние социальных факторов на здоровье детей; практика медицинской помощи, проведения профилактических мероприятий, взаимоотношений между медиками и общественными организациями, фондами; медицинское образование и воспитание населения.
- Экологическая педиатрия изучает влияние природных факторов на здоровье детей; климатических, географических, а также вредных факторов окружающей среды в том или ином регионе (инсектициды, пестициды, фенол, диоксид, двуокись серы, свинец, проникающая радиация и др.).

## История
- Первый специализированный Институт детских болезней основал в Вене Макс Кассовиц.
- Одним из основателей русской педиатрической школы стал русский врач Нил Фёдорович Филатов[3].
- Первой в России педиатрической больницей традиционно считается Инфекционная больница № 18 имени Н. Ф. Филатова, которая была открыта 31 декабря 1834 года недалеко от Аларчина моста в Санкт-Петербурге[4][5][6]. Согласно недавно раскрытым архивным источникам[7][8][9], по информации проф. В. Ю. Альбицкого, в одном из зданий московского Императорского воспитательного дома в 1799 году была организована Окружная больница для служителей и питомцев; по мнению автора, «по существу, это был первый педиатрический стационар в России»[10].
- Санкт-Петербургский государственный педиатрический медицинский университет (СПбГПМУ) — старейшее педиатрическое высшее учебное заведение (ВУЗ) в мире — основан в 1925 году, а приём студентов на 1-й курс открыт с 1932 года.

## Известные педиатры
См. Категория:Педиатры